# Valérie Chrétien
Pour les articles homonymes, voir Chrétien (homonymie).
Valérie Chrétien, née le 16 septembre 1969 à Toulon, est une athlète française, qui s'est illustrée en natation (en obtenant plusieurs titres français et deux records du monde), en triathlon et en course à pied.

## Biographie

### Carrière sportive
Valérie Chrétien a porté les couleurs de l'Aquatic Club Hyérois en natation, et remporté en 1985 le titre de championne de France junior sur 200m papillon, y ajoutant plusieurs podiums en Nationale 1 et une sélection en équipe de France A.
Valérie Chrétien fait partie des pionnières de la pratique du triathlon en France. En 1987, elle remporte la première édition du triathlon de Toulon (600 m de natation, 19 km de vélo et 6,5 km en course à pied) en 1 h 15 min 43 s.

### Retraite sportive
En 2008, elle est entraîneuse à l'AJS Triathlon de La Garde.

### Diplômes
- 2010	     	- Certificat d'Aptitude aux Fonctions d'Instituteur ou de Professeur des Écoles Maître Formateur (CAFIPEMF option EPS)
- 2003	     	- Certificat d’Aptitude aux Actions Pédagogiques Spécialisées d’Adaptation et d’Intégration Scolaire (C.A.A.P.S.A.I.S. option E)
- 2000	     	- Diplôme de professeur des écoles
- 1997	     	- Brevet d'État d'Éducateur Sportif des Activités Nautiques (B.E.E.S.A.N.)
- 1995	     	- Diplôme d'Étude Appliquée des Sciences et Techniques des Activités Physiques et Sportives (D.E.A. S.T.A.P.S.) à la Faculté des Sciences du Sport de Marseille
- 1995	     	- Attribution d’une bourse au mérite d’enseignement supérieur
- 1994	     	- Maîtrise des S.T.A.P.S. Entraînement et performance sportive option recherche
- 1993	     	- Licence des S.T.A.P.S.
- Autre        	- Brevet fédéral V fédération française de triathlon

## Palmarès sportif

### Triathlon
- 1988 		- Médaille de bronze au Championnat d'Europe par équipe
- 1989 		- Championne de France espoir catégorie A (distance olympique)
- 1989 		- Championne de France espoir catégorie B (longue distance)
- 1989 		- Participation au 1er Championnat du Monde de F.F. Triathlon en Avignon

- 1988 à 1992 	- 9 sélections en Équipe de France

### Natation
- 1988 		- Record du monde des 24 heures de natation en bassin de 25 m soit 68,650 km (Piscine du Port Marchand à Toulon)
- 1990 		- Record du monde des 24 heures de natation en bassin de 25 m soit 77 km (Piscine du Port Marchand à Toulon)
- 2001		- Championne de France C2 200 m et 400 m 4 nages
- 2002 		- Championne de France C2 50 m, 100 m et 200 m dos, 200 m et 400 m 4 nages
- 2002 		- Record de France C2 200 m 4 nages et 200 m dos
- 2003 		- Championne de France relais 4 × 50 m crawl
- 2013 		- Championne de France C4 200 m dos
- 1984 à 1988 	- 6 sélections en équipe de France
- 1984 à 1988 	- 84 records et 61 titres départementaux, - 42 records et 42 titres régionaux
- 1983 à 1987 	- 14 titres nationaux
- 1984 à 1987	- 6 sélections en Équipe de France
- 1981 		- Record de France cadette (relais 4 × 200 m crawl)
- 1985 		- Championne de France Junior du 200 m papillon
- 1985 à 1986 	- en U.N.S.S. : 7 titres nationaux et 2 sélections en Équipe de France
- 1986 		- participation au Championnat du monde scolaire : championne et record du monde du 4 × 100 m crawl, Médaille de bronze au 200 m quatre nages (individuel)

### Course à pied
- 1988		- Championne de France Espoir 25 kilomètres sur route
- 1987 		- Championne de France Junior 25 kilomètres sur route
- 1985 à 2006 	- 16 titres et 6 records départementaux : cross, 10 km, 25 km, semi-marathon, 3000 m et heure sur piste
- 1985 à 1988 	- 3 titres et 3 records régionaux : 3000 m, cross, 10 km, 25 km, heure sur piste

### Biathlon moderne
- 1986 		- Championne et record de France 1000 m course à pied et 100 m natation

### Pentathlon moderne
- 1987 		- Compétitions internationales (sélection française junior)

### Multisports aventure
- 1994 		- Participation au Raid Gauloises en Malaisie

## Distinctions honorifiques
- Médaille de la jeunesse, des sports et de l'engagement associatif, argent remise le 30 novembre 2018 à la Préfecture du Var.
- Médaille de Bronze de la ville de La Garde 13 novembre 2012